# Colli Berici

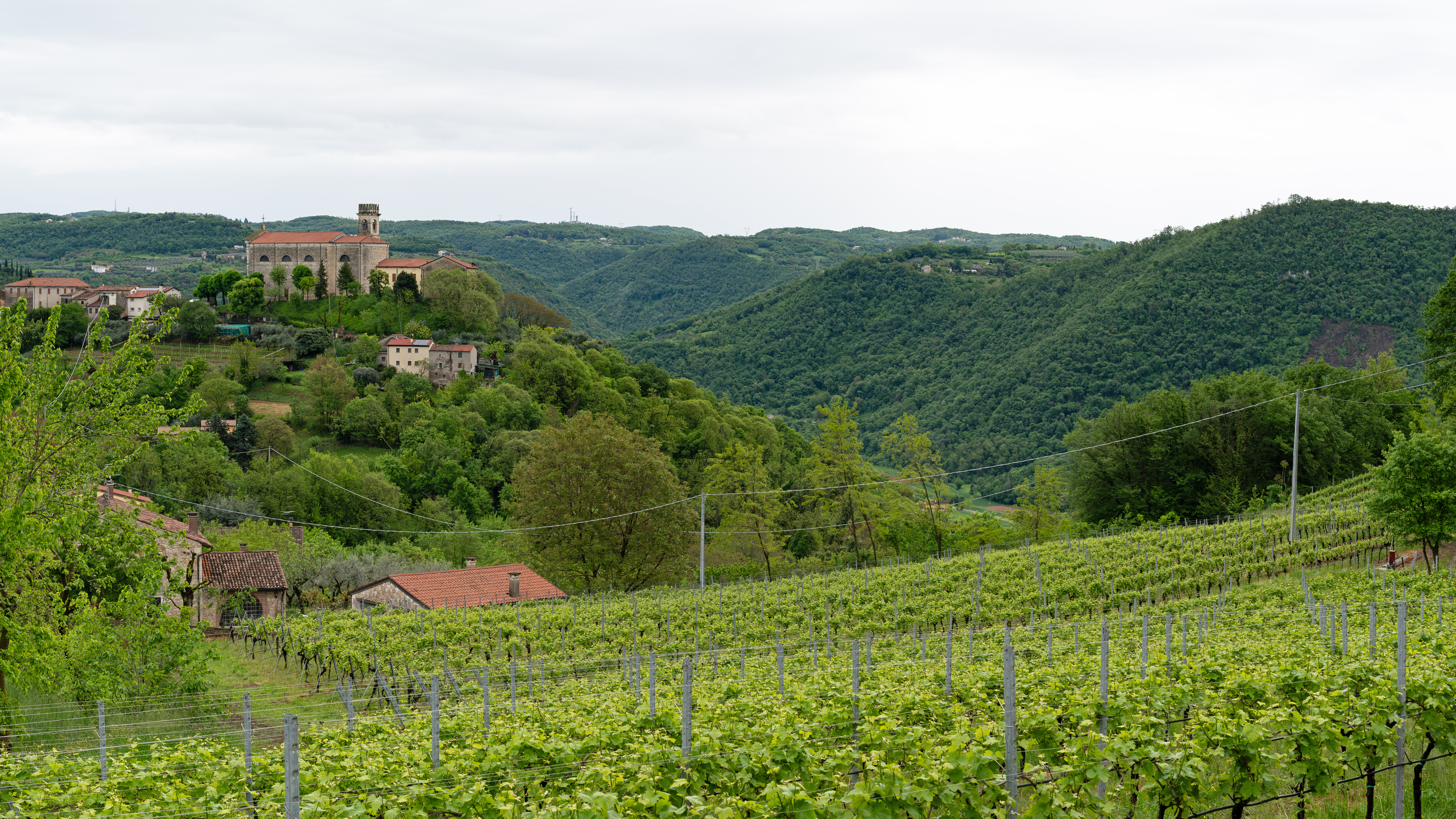
Blick über die Colli Berici bei Grancona

Die Colli Berici (dt. „Berici-Hügel“) sind ein Weinbaugebiet in der Region Venetien, Italien. Das südlich an Vicenza angrenzende Hügelgebiet war früher bekannter für seine Weine als heute. Seit dem 20. September 1973 genießt das Gebiet den Status einer „kontrollierten Herkunftsbezeichnung“ (Denominazione di origine controllata – DOC), die zuletzt am 7. März 2014 aktualisiert wurde.

## Anbaugebiet
Der Anbau und die Vinifikation dürfen in der Provinz Vicenza in folgenden Gesamtgemeinden durchgeführt werden: Albettone, Alonte, Altavilla, Arcugnano, Barbarano Vicentino, Brendola, Castegnero, Grancona, Mossano, Nanto, Orgiano, San Germano dei Berici, Sovizzo, Villaga, Zovencedo; weiterhin gehören Teile der folgenden Gemeinden zum Anbaugebiet: Asigliano Veneto, Campiglia dei Berici, Creazzo, Longare, Lonigo, Montebello Vicentino, Montecchio Maggiore, Montegalda, Montegaldella, Monteviale, Sarego, Sossano und Vicenza.
Schriftlich belegt wird seit dem 13. Jahrhundert Weinbau in dieser Gegend betrieben. Nach einer Krise sind die Weine der Region seit einigen Jahren im Aufwind, so dass die erzeugten Mengen jährlich steigen. Im Jahr 2017 wurden 13.503 Hektoliter DOC-Wein auf Flaschen gezogen.

## Erzeugung
Folgende Weintypen werden innerhalb dieser Appellation erzeugt:
Verschnittweine (Cuvées)
- Colli Berici Bianco (auch als Frizzante, Spumante und Passito): muss zu mindestens 50 % aus der Rebsorte Garganega bestehen. Höchstens 50 % andere weiße Rebsorten dürfen (einzeln oder gemeinsam) zugesetzt werden.
- Colli Berici Spumante (nach der Metodo classico): muss zu mindestens 50 % aus der Rebsorte Chardonnay bestehen. Höchstens 50 % Pinot bianco und/oder Pinot nero dürfen (einzeln oder gemeinsam) zugesetzt werden.
- Colli Berici Rosso (auch als Novello und „Riserva“): muss zu mindestens 50 % aus der Rebsorte Merlot bestehen. Höchstens 50 % andere rote Rebsorten dürfen (einzeln oder gemeinsam) zugesetzt werden.

Sortenreine Weine
- Colli Berici Barbarano rosso (auch als „Riserva“ und Spumante): müssen aus der roten Rebsorte Tocai rosso, die lokal auch „Tai“ genannt wird, hergestellt werden. Sie stammen von einem einzigen Unternehmen aus dem Weinbaugebiet. Barbarano ist eine sottozona (Unterzone).

Fast sortenreine Weine
- - Sie müssen zu mindestens 85 % die genannte Rebsorte enthalten. Höchstens 15 % andere rote Rebsorten, die für den Anbau in der Provinz Vicenza zugelassen sind, dürfen zugesetzt werden.
- Colli Berici Garganego/a
- Colli Berici Tai
- Colli Berici Sauvignon
- Colli Berici Pinot bianco
- Colli Berici Pinot nero
- Colli Berici Pinot grigio
- Colli Berici Chardonnay
- Colli Berici Manzoni Bianco
- Colli Berici Tai rosso (auch als Spumante und „Riserva“)
- Colli Berici Merlot (auch als „Riserva“)
- Colli Berici Cabernet (auch als „Riserva“), kann aus den Rebsorten Cabernet Franc, Cabernet Sauvignon und/oder Carménère (einzeln oder gemeinsam) bestehen.
- Colli Berici Cabernet Sauvignon (auch als „Riserva“)
- Colli Berici Cabernet franc (auch als „Riserva“)
- Colli Berici Carménère (auch als „Riserva“).